# Bietigheim-Bissingen
Bietigheim-Bissingen – miasto w Niemczech, w kraju związkowym Badenia-Wirtembergia, w rejencji Stuttgart, w regionie Stuttgart, w powiecie Ludwigsburg, siedziba wspólnoty administracyjnej Bietigheim-Bissingen. Leży nad rzeką Enz, ok. 8 km na północ od Ludwigsburga, przy drodze krajowej B27 i linii kolejowej Heilbronn–Kornwestheim, na której jest stacja Bietigheim-Bissingen.

## Sport
- SC Bietigheim-Bissingen – klub hokejowy

## Bibliografia

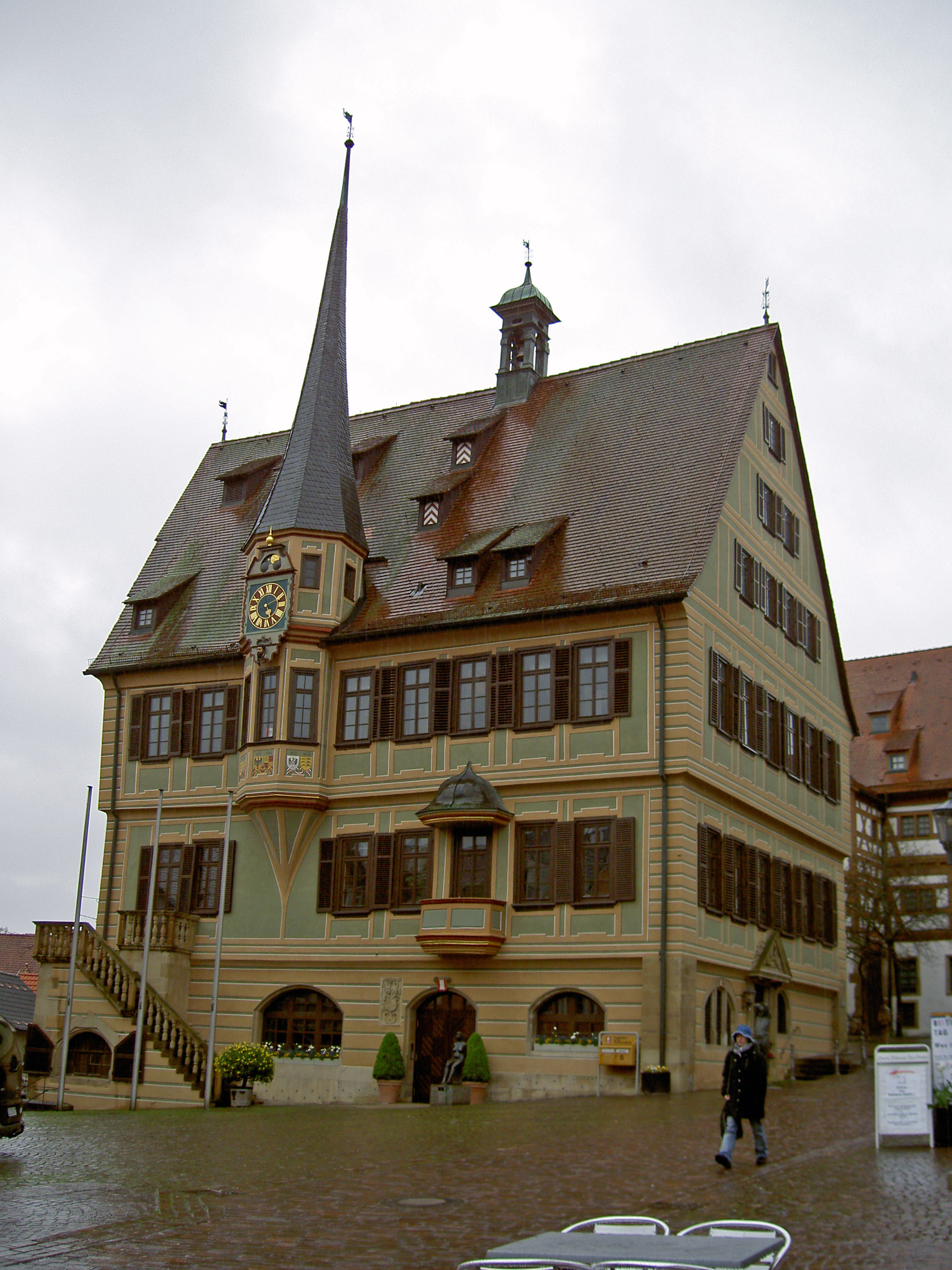
Ratusz

## Ludzie urodzeni w Bietigheim-Bissingen
- Erwin Bälz, internista
- Hans Martin Bury, polityk
- Johann Carion, astrolog
- Gebhard Fürst, biskup
- Theodor Sixt, przedsiębiorca
- Julian Schuster, piłkarz